# عبد الباقي العمري
عبد الباقي افندي بن سليمان بن أحمد الفاروقي العمري يمتد نسبه إلى عاصم ابن الخليفة عمر بن الخطاب رضي الله عنه، حيث انه من ابرز ما انجبت قبيلة العمريه الشهيرة في العراق والوطن العربي ومن أشهر رجالات هذه قبيلة في مجالي السياسة والأدب. ولد في الموصل عام 1203هـ/ 1788م، وولي فيها ثم ولي بغداد أعمالاً حكومية رفيعة في الدولة العثمانية منها منصب كتخدا بغداد والموصل و (منصب كتخدا يعني منصب نائب الوالي)، وحينما شغل العمري وظيفة الكتخدائية أختار من اعيان الموصل وفداً رأسه بنفسه ووفد به على داود باشا والي بغداد يلتمسه في تولية يحيى باشا، وكان داود باشا والي بغداد معروفا بالأبهة والكبرياء مايملأ مراجعيه وزائريه هيبة وخوفاً، حتى في يوم الجمعة وهو يوم جلوسه لاستقبال الضيوف وأكثر من ذلك فقد نقل عن مدى تأثير جبروته وغلظته على زائريه أنهم لم يجرؤوا على تناول القهوة التي تقدم في مجلسه. وعلى وضعية هذا الوالي المليئة بالمهابة. دخل عليه الوفد الموصلي برئاسة الشاعر العمري وجلس بجانب الوالي وتناول قهوته التي قدمت له من دون أن تؤثر هيبة الوالي عليه. وبعد أن استفسر الوالي حاجته. اجابه بالبيتين التاليين:
يامليك البلاد منيتي حاشاك..... مثلي يعود منك كسيرا
أنت هارون وقته ورجائي..... أن أرى في حماك يحيى وزيرا
فاعجب الوالي بموقفه ولباقته وجمال توريته فأصدر أمره برفع الطلب إلى السلطان العثماني للموافقة عليه، ولما تميز به الشاعر عبد الباقي من ذكاء ومهارة سياسية وإدارية فضلا عن مهارته الأدبية التي اهلته لتقلد، ومنذ فترة مبكرة من سني حياته منصب كتخدا ولاية الموصل في عهد الوالي يحيى باشا الجليلي وله في الوزير يحيى باشا الجليلي ديوان من الشعر وهو الديوان المسمى نزهة الدنيا في محامد الوزير يحيى.
وعبد الباقي العمري هو ابن عم قاسم باشا العمري الذي قاد أول ثورة شعبية ضد الدولة العثمانية في العراق انتهت بمصرع الوالي المعين من قبلها في الموصل وتنصيبه واليا على الموصل، ومن ثم قيادته للحملة العسكرية الموجهة لاسقاط داود باشا والي بغداد وانهاء حكم المماليك في العراق، حيث رافق عبد الباقي العمري ابن عمه قاسم باشا في هذه الحملة وتولى قيادتها بعد مقتله ولحين وصول الجيش الذي يقوده علي رضا باشا اللاز والي حلب، حيث قتل قاسم باشا بعد دخوله بغداد وتنصيبه واليا عليها بفترة قصيرة.
وعبد الباقي العمري هو شقيق محمود منيب الذي تولى تربية وتوجيه الملا عثمان الموصلي بعد ان كف بصره وفقد والديه وهو طفل صغير.
وعبد الباقي العمري هو عم أحمد عزت باشا العمري الفاروقي رئيس تحرير جريدة الزوراء وهي أول صحيفة عراقية صدرت في عهد الوالي مدحت باشا، والذي شغل منصب متصرف في شهرزور، ثم متصرفا في الأحساء ثم متصرفا في تعز في اليمن. ثم عاد ليقيم في الاستانة مشتغلا بالعلم والأدب ونظم الشعر والتأليف، ومن مؤلفاته كتاب الطراز الانفس في شعر الاخرس.
والشاعر عبد الباقي العمري هو أيضا عم والد سامي باشا الفاروقي العمري ابن علي الرضا، عضو مجلس الأعيان العثماني، والملحق العسكري العثماني في برلين، وقائد الحملة العثمانية (الحملة الحورانية) على جبل الدروز في سوريا، وقائد الحملة العثمانية على الكرك في الأردن، ووالي المدينة المنورة لاربع سنوات (1320هـ - 1324هـ)، وقائد الحملة العثمانية التي جهزتها الدولة العثمانية لمحاربة ابن سعود.
وعبد الباقي العمري هو جد رشيد العمري متصرف لواء الرمادي في اواخر عهد الدولة العثمانية، وعبد الباقي العمري هو والد جد ناظم العمري صاحب الندوة العمرية في الموصل وعضو اللجنة التنفيذية للدفاع عن عروبة الموصل ضد محاولات ضمها إلى تركيا عام 1925 (وهي لجنة منتخبة من قبل اهالي ووجهاء الموصل كلفت بالدفاع عن عروبة الموصل وعراقيتها).
ومن انجازات عبد الباقي العمري قيادة الحملة العسكرية التي جهزتها الدولة العثمانية للقضاء على الفتنة التي شبت بين قبيلتي الزكرت والشمرت في النجف حيث قضى على الفتنة دون أن يريق قطرة واحدة من الدماء ونال بذلك ثناء القبيلتين المتحاربتين ويعد الشاعر عبد الباقي العمري من ابرز الشعراء في مدح آل البيت رضوان الله عليهم حيث اجاد في مدحهم بشعر كثير شغل معظم ديوانه الشهير (الترياق الفاروقي) إضافة إلى ديوانه الباقيات الصالحات، ومن ابرز قصائده في هذا المجال قصيدته الشهيرة في مدح الخليفة الراشد علي بن أبي طالب والتي مطلعها:
أنت العلي الذي فوق العُلا رُفِعا _ ببطن مكة وسط البيت إذ وُضعا_
سمتك امُك بنت الليث حيدرةً _ اكرم بلبوة ليثٍ انجبت سبُعا_
وأنت حيدرة الغاب الذي اسد البرج _ السماويِ عنه خاسئاً رجعا_
وأنت باب تعالى شأنُ حارسه _ بغير راحة روح القدس ما قُرعا
وللعمري قصائد غزل عذبة تمور بالرقة والشاعرية، إضافة إلى كتابته أكثر من موشح غني بالصور والظلال وفرح الألوان في الطبيعة المتألقة المتفتحة، وهي موشحات تحتفي بالحياة وتمجد الجمال.
وكان له مجلس في بغداد يحضره مع الشيخ أبو الثناء محمود الآلوسي مفتي بغداد، والشاعر عبد الغفار الأخرس، وله مخاطبات ادبية وشعرية رقيقة مع ادباء وشعراء النجف الاشرف، وهو أول من أطلق لقب (الملائكة)، على عائلة الشاعرة الكبيرة نازك الملائكة، ولقد دون شعر عبد الباقي العمري في ديوانه المعروف ب (الترياق الفاروقي) والذي طبع طبعتين في مصر وطبع طبعة أخرى على مطابع النعمان في النجف الاشرف، ولقد ترجم له الدكتور محمد مهدي البصير في كتابه نهضة العراق الأدبية بطبعتيه الأولى والثانية ترجمة وافية إضافة إلى تراجم أخرى كثيرة لكتاب اخرين.
وكان يلقب بالفوري، لإنشاده الشعر على الفور. ويقول صاحب الروض الأزهر «أنه أرخ عام وفاته بنفسه وكتبه بخطه، فقال:[بلسان يوحد الله أرخ ذاق كأس المنون عبد الباقي]».
خلف عبد الباقي العمري ثلاثة من الأبناء الذكور هم كل من (سليمان فهيم) و (حسين حسني) و (محمد وجيهي)، هاجر اثنان منهم إلى مصر وهم كل من حسين حسني ومحمد وجيهي وشغلا هناك مناصب مهمة في مصر الخديوية منها متصرفية حلوان وانقطعت ذريتهم هناك، وكان آخر من تبقى من ذريتهم هناك السفير محمد طاهر العمري سفير مصر في الفاتيكان في خمسينيات القرن الماضي، اما سليمان فهيم فقد بقي في العراق وتقطن ذريته حاليا في مدينة الموصل ويعدون من ابرز اعيانها ويمتهن معظمهم زراعة الأراضي الزراعية التي يمتلكونها هناك.
ومن عائلته (ياسين ابن خير الله العمري) المتوفى بعد سنة 1235هـ/ 1818م، وهو أحد المؤلفين المشهورين في الموصل. حيث قام الدكتور بدري محمد فهد بتحقيق كتابه (منهج الثقات في تراجم القضاة) وطبع في دار الغرب الإسلامي عام 2010.

## من مؤلفاته
- الترياق الفاروقي (وهو ديوان شعر).
- نزهة الدهر في تراجم فضلاء العصر.
- نزهة الدنيا في محامد الوزير يحيى (وهو فيه تراجم لامراء ال الجليلي وبعض رجال الموصل من معاصريه ومدح للوزير يحى باشا الجليلي).
- الباقيات الصالحات (وهي قصائد في مدح أهل البيت).
- أهلة الأفكار في مغاني الابتكار (من شعره).

ديوان عبد الباقي العمري.. بوابة الشعراء

## وفاته
توفي الشاعر عبد الباقي العمري ليلة الأثنين من عام 1278هـ/1861م، ودفن في مقبرة الحضرة القادرية في بغداد.